# 細石神社
細石神社（さざれいしじんじゃ）は、福岡県糸島市にある神社。古くは「佐々禮石神社」と表記されていた。祭神は磐長姫と木花開耶姫の姉妹二柱。旧社格は村社。

## 概要
伊都国の中心部に所在すると推察されている。
元禄8年（1695年）の「細石神社御縁起」では、古くは神田も多く大社であった。しかし、たびたび兵乱に見舞われ社殿を焼失した。さらに天正15年（1587年）の豊臣秀吉の太閤検地により、神田没収に遭い衰退した。現在は「村社、細石神社」の石柱が鳥居の脇に建てられている。

## 交通
JR筑肥線波多江駅から井原山行バス約10分。三雲宮(細石神社)前下車。